# Batalla de Komaki y Nagakute
La Batalla de Komaki y Nagakute (小牧・長久手の戦い  Komaki-Nagakute no Tatakai?) consistió en dos batallas en 1584 entre las fuerzas de Toyotomi Hideyoshi y las fuerzas de Oda Nobukatsu / Tokugawa Ieyasu. Tanto Hideyoshi como Ieyasu habían servido bajo las órdenes de Oda Nobunaga y no tenían antecedentes de haberse enfrenado previamente, de hecho este sería su único periodo de enemistad.

## Contexto
En 1583, durante la Batalla de Shizugatake, Hideyoshi había apoyado a Nobukatsu, segundo hijo de Oda Nobunaga, y derrotado a Shibata Katsuie, quien apoyaba al tercer hijo de Nobunaga,  Oda Nobutaka. Después de la batalla, Hideyoshi invitó a Nobukatsu y otros generales a su residencia en el castillo Osaka, el cual había terminado de construir ese mismo año. La intención para todos los invitados era que rindieran pleitesía a Hideyoshi, lo cual cambiaría los papeles entre Hideyoshi y Nobukatsu, por lo que Nobukatsu rompió sus vínculos con Hideyoshi y decidió no asistir. Hideyoshi le ofreció la reconciliación a tres de los principales servidores de Nobukatsu, Tsugawa Yoshifuyu, Okada Shigetaka y Azai Nagatoki, con lo que se crearon rumores de que estos apoyaban a Hideyoshi, por lo que Nobukatsu desconfió de ellos y los mandó ejecutar. Esta acción justificó que Hideyoshi intentara atacar a Nobukatsu, por lo que este buscó la ayuda de Ieyasu.  Al siguiente día, cuando Ieyasu envió sus tropas a la batallas, se convirtió en un conflicto entre Hideyoshi y Ieyasu.

## Orden del Conflicto
La primera de estas batallas se peleó en los alrededores del monte Komaki, por lo cual se tomó el nombre. El resto de las batallas se pelearon alrededor de Nagakute, dándole el nombre que conocemos al día de hoy.

### Batalla de Haguro
El 13 de marzo, Ieyasu arribó al castillo Kiyosu. En ese mismo día, soldados del clan Oda que eran dirigidos por Ikeda Tsuneoki se cambiaron al bando de Hideyoshi y tomaron el castillo Inuyama, el cual había sido construido originalmente por Oda Nobunaga. Ieyasu, molesto por las noticias se apresuró hacia el castillo y llegó dos días después. Al mismo tiempo, Mori Nagayoshi (hermano de Mori Ranmaru) comenzó el intento de tomar el castillo. Aun con la fuerza de los disparos de arcabuz con que contaba Mori, Sakai tuvo éxito en flanquear y atacar a Mori por la retaguardia. Mori se vio forzado a huir, contando con 300 descensos en su tropa.
Para el 16 de marzo, fuerzas que habían sido llamadas a apoyar el castillo Inuyama arribaron a Haguro. Ieyasu sin embargo sabía de antemano estos planes y había enviado a Sakai Tadatsugu y a Sakakibara Yasumasa junto con 5,000 elementos a Haguro esa misma tarde. A la mañana siguiente, las tropas de Tadatsugu lanzaron un ataque sorpresa contra las tropas de Nagayoshi, cuyas tropas apenas pudieron escapar de la masacre. Para el día 18, Ieyasu tomó el castillo Inuyama y terminó con las defensas que había construido Hideyoshi.

### Misión a Mikawa
Hideyoshi y sus tropas dejaron el castillo Osaka el 21 de marzo, arribando al castillo Inuyama para el día 27 de ese mismo mes y a Gakuden (hoy día Inuyama) el 5 de abril. Ieyasu, antes de entrar en el castillo Komakiyama y de arribar a Gakuden, se había mantenido alejado de la batalla salvo por pequeñas escaramuzas en el trayecto. Hideyoshi tuvo la sensación de seguridad por este hecho junto con Tsuneoki, quien le aseguró “Ieyasu está ahora en el castillo Komakiyama. Está lejos de su base principal en Okazaki y si moviéramos nuestros brazos en su contra, sin duda ganaríamos.” Hideyoshi decidió tomar Mikawa, con el auxilio de Nagayoshi (que había recuperado su reputación después de la Batalla de Haguro), Tsuneoki y el joven Hidetsugu (quien contaba con 17 años para ese momento). Toyotomi Hidetsugu era capaz de juntar 8,000 hombres auxiliados por los 3,000 hombres de  Hori Hidemasa y los 6,000 hombres de Tsuneoki. Al día siguiente partieron hacia Mikawa teniendo un rotundo éxito desmoralizando a las tropas de Tokugawa con la pérdida de su provincia natal.

### Batalla del castillo Iwasaki
La batalla del castillo Iwasaki se peleó entre las fuerzas de Niwa Ujishige e Ikeda Tsuneoki. Aunque tan sólo fue una parte de la batalla en su conjunto, tuvo una gran importancia en el desarrollo y resultado final.
Para el día 7 de abril, Ieyasu tuvo conocimiento del campamento que se encontraba en Shinogi (hoy día Kasugai) a través de la información proporcionada por los granjeros de la Provincia de Iga. Ieyasu entró al castillo Obate y al siguiente día decidió montar un campamento. A comienzos del mes siguiente envió tropas del clan Niwa y de Sakakibara Yasdumasa para alcanzar a Hidetsugu y pronto hizo lo mismo con su propio ejército. Hidetsugu reanudó la marcha después de escuchar acerca de la entrada de Ieyasu en el castillo Obata, pero la situación cambió rápidamente a la mañana siguiente. Ikeda Tsuneoki lideró el ataque al castillo Iwasaki pero fue desmontado de su caballo casi inmediatamente. Tsuneoki ordenó un asalto total al castillo y aunque fue defendido ferozmente, el castillo cayó.
Durante la batalla, Mori Nagayoshi, Hori Hidemasa y Hidetsugu descansaron sus tropas en lo que hoy son las ciudades de Owariasahi, Nagakute y Nisshin, esperando al arribo de las fuerzas de Ieyasu que se acercaban.

### Batalla de Hakusanmori
Al mismo tiempo en que Tsuneoki atacaba el castillo Iwasaki, Toyotomi Hidetsugu movía sus tropas a Hakusanmori (hoy día Owariasahi) para descansar, pero fue ahí donde se encontró con las tropas de Ieyasu y Sakakibara Yasumasu. Las fuerzas de Hidetsugu fueron diezmadas grandemente por el ataque sorpresa de Ieyasu. Hidetsugu fue desmontado de su caballo pero pudo encontrar otro y escapar. Fue durante esta batalla que muchos miembros del clan Kinoshita (incluyendo a Kinoshita Sukehisa, padre de la esposa de Hideyoshi Nene) murieron.

### Batalla de Hinokigane
Después de la batalla de Hakusanmori, Ieyasu fortificó el monte Komaki, creando un punto muerto en la batalla. Ikeda Nobuteru, uno de los principales generales de Hideyoshi, decidió comenzar incursiones a través de la vecina provincia de Mikawa con un ejército que superaba los 20,000 elementos. Tokugawa esperaba este movimiento por lo que ordenó que siguieran a Hideyoshi. Mizano Tadashige comandó la retaguardia de Tokugawa en contra de las fuerzas de Ikeda. Hori Hidemasa, otro de los sirvientes de Hideyoshi llevó a sus hombres al poblado de Nagakute para establecer su posición. Hidemasa fue el primero en enfrentar los primeros ataques de Ieyasu, pero fue forzado a retirarse de la contienda ya que la armada principal de los Tokugawa, que contaban con más de 9,000 elementos, arribó.

### Batalla de Nagakute
La batalla de Nagakute comenzó propiamente cuando los hombres de Ikeda abrieron fuego con sus arcabuceros en contra de la división del clan Ii del ejército de Tokugawa. Mori Nagayoshi, otro de los comandantes de Hideyoshi, esperó hasta que Ieyasu moviera sus tropas en auxilio del clan Ii para poder flanquearlos; sin embargo, Tokugawa cargó hacia el frente lo que evitó que pudieran aplicarle esa maniobra. Y al mismo tiempo Hideyoshi se enfrentaba a Ieyasu cerca de Nagakute ambos ejércitos habían formado muros de contención cerca del Castillo Komaki y ninguno de los dos quería hacer un mal movimiento pero Hideyoshi logró obtener los servicios del ronin Sakon Shima que planio que sería una buena idea tomar los fuertes cercanos al campamento principal de los Tokugawa eso haría que Ieyasu dividiera sus tropas lo que sería la oportunidad perfercta de dividir y conquistar, y así fue Ieyasu se movió a defender su campamento dejando a Nobukatsu en el castillo (lo que fue uno de los mayores errores militares de Ieyasu) al ver la vulneravilidad de Nobukatsu, Hideyoshi lanzó un gran ataque que terminó con la captura de Nobukatsu y Komaki, al saber estos Tokuwaga movió a sus soldados para inter atcar a Hiddeyoshi por la retaguardia pero fueron interceptados por las tropas de Katō Kiyomasa y Fukushima Masanori lo que dio un golpe fatal para montones de soldados de Ieyasu.

## Consecuencias de la batalla
Con montones de muertos y heridos Ieyasu no tuvo otra opción más que rendirse, Ieyasu esperaba que Hideyoshi lo ejecutara pero Hideyoshi decidió hacerlo su vasallo junto con el resto del Clan Tokugawa y sus aliados. Desde ese momento Hideyoshi solo tendría a dos clanes que se le opondria, los Hōjō en Sagami y los Shimazu en Kyushu.

## Nombres de la Batalla
Durante el periodo Edo, los registros públicos del clan Tokugawa y del shogunato se referían a estas batallas como Batalla de Komaki (小牧陣  Komaki no Jin?) aunque algunos otros documentos le llaman la Batalla de Iwasakiguchi (岩崎口の戦い Iwasakiguchi no Tatakai?). Existen otros documentos donde el conflicto en Nagakute es llamado Batalla de Nagakute (長久手合戦 Nagakute Gassen?), pero generalmente las dos batallas aun sido consideradas en una sola. Durante la Restauración Meiji, las numerosas palabras en japonés para referirse a batallas, campañas, etc se unificaron, por lo que se le conoció como la Campaña de Komaki y Nagakute (小牧・長久手の役  Komaki-Nagakute no Eki?), por lo que el nombre de Batalla de Komaki y Nagakute es el nombre más aceptado en nuestros días.